# 트라이스타 항공
트라이스타 항공(영어: Tristar Air)은 이집트의 화물 항공사로 총 3개 노선을 취항하고 있다. 본사는 이집트 카이로에 위치해 있으며 1998년에 설립했다. 또한 사용하고 있는 허브 공항으로 카이로 국제공항이 있다.

## 보유 기종
- 2012년 4월 기준으로 트라이스타 항공은 다음과 같은 기종을 보유하고 있으며 평균 기령은 32년이다.[1]